# 阿里夫·阿利莫夫
阿里夫·阿利莫维奇·阿利莫夫，（俄语：Ариф Алимович Алимов，1912年4月26日（格里历：5月8日）—2005年10月2日），乌兹别克族，苏联党和国家领导人。曾任乌共（布）安集延州委第二书记；纳曼干州、撒马尔罕州、塔什干州委第一书记；乌兹别克苏维埃社会主义共和国部长会议主席；苏联中央统计局财政统计司、人事司司长；乌兹别克苏维埃社会主义共和国果蔬产销加工合作社主席；果蔬种植部长等职务。

## 生平
- 1912年4月26日（格里历：5月8日）出生于塔什干的一个鞋匠家庭。1933年毕业于中亚计划经济研究院。
- 1933年12月-1934年4月，安集延州贾拉克库都克区第9国营农场经济师。
- 1934年4月-1935年12月，乌兹别克苏维埃社会主义共和国人民委员会国民经济核算司经济师。
- 1935年12月-1936年4月，乌兹别克苏维埃社会主义共和国人民委员会国家生产力委员会经济学家。
- 1936年4月-1938年5月，乌兹别克苏维埃社会主义共和国人民委员会国民经济核算司经济师。
- 1938年5月-1939年1月，塔什干国民经济学院教务处副主任。
- 1939年1月-2月，共青团塔什干州斯大林区委宣传部长。
- 1939年2月-8月，共青团塔什干市委宣传部长。
- 1939年8月-1940年10月，塔什干国民经济学院教务处副主任。
- 1940年10月-1941年6月，塔什干州国民经济核算局局长。1941年4月加入联共（布）。
- 1941年6月-9月，乌兹别克苏维埃社会主义共和国人民委员会国民经济核算司副司长。
- 1941年9月-1942年8月，乌共（布）中央食品工业部部长。
- 1942年9月-1943年8月，乌共（布）费尔干纳州浩罕市委第一书记。
- 1943年8月-1945年3月，卡拉卡尔帕克苏维埃社会主义自治共和国国家安全人民委员，少校军衔。
- 1945年3月-1946年10月，乌共（布）安集延州委第二书记。
- 1946年10月-1948年10月，乌共（布）纳曼干州委第一书记。
- 1948年10月-1950年4月，乌共（布）撒马尔罕州委第一书记。
- 1950年4月-1951年2月，乌兹别克苏维埃社会主义共和国棉花生产部部长。
- 1951年2月-1952年9月，乌共（布）布哈拉州委第一书记。
- 1952年9月-1956年1月，乌共塔什干州委第一书记。
- 1956年1月-1957年3月，乌共中央委员会书记。
- 1957年3月-1959年3月，乌共撒马尔罕州委第一书记。
- 1959年3月-1961年9月，乌兹别克苏维埃社会主义共和国部长会议主席。
- 1961年9月-1969年11月，苏联统计局金融统计司司长。
- 1969年11月-1975年3月，苏联统计局人事司司长。
- 1975年3月-1981年1月，乌兹别克苏维埃社会主义共和国果蔬产销加工合作社主席。
- 1981年1月-1984年3月，乌兹别克苏维埃社会主义共和国果蔬种植部部长。
- 1984年3月起退休，享受塔什干市联邦养老金待遇。
- 1989年起，乌兹别克苏维埃社会主义共和国、乌兹别克斯坦自然保护协会主席。
- 2005年10月2日于塔什干逝世，享年93岁。

阿利莫夫是苏共19-21大代表；第3-5届苏联最高苏维埃联盟院代表；第10届乌兹别克苏维埃社会主义共和国最高苏维埃代表。

## 荣誉
- 两次列宁勋章（1950,1957）
- 十月革命勋章（1980）
- 两次劳动红旗勋章（1971,1980）
- 红星勋章（1947）
- 荣誉勋章（1946）